# Naomi Biden
Naomi King Biden Neal (ur. 23 grudnia 1993 w Waszyngtonie) – amerykańska prawniczka, wnuczka amerykańskiego prezydenta Joe Bidena.

## Życiorys

### Wczesne życie
Urodziła się 23 grudnia 1993. Jest córką Huntera Bidena i jego pierwszej żony, Kathleen Buhle. Ma czworo młodszego rodzeństwa: siostry Finnegan i Robertę, przyrodniego brata Beau i przyrodnią siostrę Navy. Jest najstarszą z wnucząt Joe Bidena i jego pierwszej żony, Neili Hunter Biden. Naomi została nazwana na cześć swojej zmarłej ciotki, Naomi Christiny Biden, która zginęła w wypadku samochodowym w 1972 razem ze swoją matką Neilią. W 1977 jej dziadek poślubił Jill Tracy Jacobs.
Naomi dorastała w Waszyngtonie, gdzie uczęszczała do prywatnej szkoły, Sidwell Friends School. Ukończyła stosunki międzynarodowe na Uniwersytecie Pensylwanii, gdzie była koleżanką z klasy Tiffany Trump i uzyskała tytuł Juris Doctor w Columbia Law School.

### Zaangażowanie polityczne i życie publiczne
Wraz z rodziną uczestniczyła w Narodowej Konwencji Demokratów w 2008 roku przed wyborami prezydenckimi w Stanach Zjednoczonych w 2008 roku.
W maju 2013 roku towarzyszyła swoim dziadkom, ówczesnemu wiceprezydentowi i drugiej damie Stanów Zjednoczonych, w oficjalnej podróży do Trynidadu i Tobago. Tam spotkała się z Christianem i Anurą Carmoną, dziećmi Prezydenta Anthony’ego Carmony. Później towarzyszyła dziadkowi podczas oficjalnych wizyt w Brazylii, Chinach, Turcji i Nowej Zelandii.
Zachęcała swojego dziadka do startu w wyborach prezydenckich w Stanach Zjednoczonych w 2020 roku przeciwko urzędującemu prezydentowi USA, Donaldowi Trumpowi, zwołując spotkanie rodzinne w 2019, aby przekonać go do udziału w wyborach. Wygłosiła przemówienie wspierające swojego dziadka w filmie, który był odtwarzany podczas Narodowej Konwencji Demokratów w 2020 roku.

### Kariera
Pracuje jako prawnik do spraw arbitrażu międzynarodowego w firmie Arnold & Porter, zaczynając pracę w kancelarii w 2020.

### Życie prywatne
W czerwcu 2018 w East Hampton poznała Petera George’a Heermanna Neala, pracownika Centrum Bezpieczeństwa Narodowego w szkole prawnej Georgetown Law. W sierpniu 2021 para przeprowadziła się do Białego Domu. Neal oświadczył się jej we wrześniu 2021 w Jackson Hole.

#### Ślub
19 listopada 2022 poślubiła Neala w katolicko-prezbiteriańskiej ceremonii w Białym Domu. Na weselu znalazło się 250 gości. Z tej okazji Naomi miała na sobie suknie zaprojektowaną przez Ralpha Laurena i diamentowo-perłowe kolczyli marki Tiffany & Co. Finnegan James Biden, Roberta Mabel Biden i Katherine Elizabeth Neal były jej druhnami. Drużbami byli Robert Eliot Neal, Joseph Robinette Biden IV I Charles W. Gerdts. Wśród gości znaleźli się: Antony Blinken i Ted Kaufman.
Był to dziewiętnasty ślub, który odbył się w Białym Domu oraz pierwszy od czerwca 2008, kiedy to prezydent George W. Bush i pierwsza dama Laura Bush zorganizowali tam przyjęcie weselne dla swojej córki Jenny Bush Hager. Był to pierwszy ślub, który odbył się na połudiowym trawniku Białego Domu, był to również pierwszy ślub wnuczki prezydenta, który tam się odbył.
8 stycznia 2025 w szpitalu Cedars-Sinai Medical Center w Los Angeles urodziła syna Williama Brannona Neala IV, który jest pierwszym prawnukiem Joe Bidena.